# قطار منفلت (فلم)
قطار منفلت (بالإنجليزية: Runaway Train) فيلم إثارة ودراما أمريكي صدر عام 1985 من إخراج أندري كونشولوفسكي وبطولة جون فويت، ريبيكا دي مورني، إريك روبرتس و جون باتريك رايان. السناريو من تأليف جورجي ميليتشيفيتش، بول زيندل وإدوارد بنكر وهو مقتبس من سيناريو أصلي للمخرج أكيرا كوروساوا.

## روابط خارجية
- مقالات تستعمل روابط فنية بلا صلة مع ويكي بيانات